# Словник.ua
Словник.ua — портал української мови, що містить граматичний словник, мовознавчий форум та сервіси. 

## Історія

Стара версія логотипу (до 2009 року)

Сайт було засновано 2006 року з доменом slovnyk.net як онлайнову версію другого видання Великого тлумачного словника сучасної української мови (Перун, 2005). Водночас, редактори сайту постійно поповнювали онлайновий словник новими словами й тлумаченнями, зокрема, запропонованими користувачами словника на форумі порталу. 
Згодом до тлумачень було додано граматичний словник (словоформи). 
З 21 жовтня 2010 року по 24 червня 2011 року Словник.net не працював через юридичні проблеми, позаяк права на ВТССУМ викупила російська компанія Abbyy. Словник частково відновив свою роботу 25 червня 2011 року — вже як суто правописний словник. В жовтні 2011 року онлайнову версію ВТССУМ опубліковано на мовному порталі Lingvo.ua. За мировою угодою між власниками Словник.net та Abbyy доменне ім'я slovnyk.net відійшло останній. Портал Словник.net змінив назву на Словник.ua і, відповідно, домен — на slovnyk.ua. 
На порталі також з'явилися «сервіси»: довідник з правопису імен та онлайнова транслітерація української мови латиницею.